# Ignacio Uría
Ignacio Uría Mendizábal (Azpeitia, 4 de enero de 1938 - ibídem, 3 de diciembre de 2008) fue un empresario español. Era propietario, junto a sus dos hermanos, de la constructora Altuna y Uría. Fue asesinado por ETA en diciembre de 2008.

## Biografía
Ignacio Uría comenzó su carrera laboral como albañil, oficio que aprendió de su padre, Alejandro Uría. Fue su padre el que fundó, junto a la familia Altuna una pequeña empresa de construcción, que poco a poco fue prosperando hasta pasar a ser una de las más dinámicas del mundo empresarial guipuzcoano. En los años 80, Uría, junto a dos de sus hermanos, compraron la totalidad de la compañía, que también estaba en propiedad de los Altuna.
Altuna y Uría, la empresa, recibió una concesión para realizar parte del trazado de la Y vasca, un sistema ferroviario de alta velocidad que comunica las tres capitales provinciales de Euskadi. Por ese motivo, ETA ya amenazó y saboteó a la empresa a partir de 2007.
La banda terrorista ETA asesinó al empresario el 3 de diciembre de 2008, cuando dichas obras están todavía en marcha. En ese momento, Uría ya estaba jubilado, aunque seguía acudiendo a trabajar a su empresa. En marzo de 2009, una investigación de la Ertzaintza identificó al etarra Beñat Aguinagalde como el autor del asesinato de Uría y del concejal del PSOE en Mondragón Isaías Carrasco.